# Leucopogon conchifolius
Leucopogon conchifolius är en ljungväxtart som beskrevs av Arne Strid 1986. Leucopogon conchifolius ingår i släktet Leucopogon och familjen ljungväxter. Inga underarter finns listade i Catalogue of Life.